# Le Vandale
Pour plus de détails, voir Fiche technique et Distribution.
Le Vandale (Come and Get It) est un film américain réalisé par Howard Hawks et William Wyler, sorti en 1936.

## Synopsis
À la fin du XIXe siècle, un contremaitre plein d’ambition fait trimer des bucherons afin d’obtenir de son patron une association. Il va même jusqu’à épouser sans amour la fille de ce dernier en abandonnant une femme très amoureuse de lui. Vingt ans plus tard, on retrouve cet homme qui a deux grands enfants à la tête d’une vaste entreprise, riche comme il l’avait souhaité mais pas vraiment heureux. Il retrouve son ami de jeunesse qui avait épousé à sa place la femme abandonnée. Cet ami a une fille qui ressemble trait pour trait à sa défunte mère, ce qui va provoquer chez l’entrepreneur des états d'âme difficiles à vivre.

## Fiche technique
- Titre : Le Vandale
- Titre original : Come and Get It
- Réalisation : Howard Hawks et William Wyler
- Scénario : Jules Furthman et Jane Murfin d'après le roman d'Edna Ferber
- Production : Samuel Goldwyn et Merritt Hulburd (de)
- Musique : Alfred Newman
- Photographie : Rudolph Maté et Gregg Toland
- Direction artistique : Richard Day
- Décors de plateau : Julia Heron (non-créditée)
- Costumes : Omar Kiam
- Montage : Edward Curtiss
- Pays d'origine : États-Unis
- Format : Noir et blanc - Mono
- Genre : Drame
- Durée : 99 minutes
- Date de sortie : 1936

## Distribution
- Edward Arnold : Bernard 'Barney' Glasgow
- Joel McCrea : Richard Glasgow
- Frances Farmer : Lotta Morgan/Lotta Bostrom
- Walter Brennan : Swan Bostrom
- Mady Christians : Karie (la nièce de Swan)
- Mary Nash : Emma Louise Glasgow née Hewitt
- Andrea Leeds : Evvie Glasgow
- Frank Shields : Tony Schwerke
- Edwin Maxwell : Sid LeMaire
- Charles Halton : Jed Hewitt
- Cecil Cunningham : Josie, la secrétaire de Barney

Acteurs non crédités
- Ed Brady : Un pilier de bar
- Robert Homans : Le cuisinier
- Lon Poff : Le bûcheron

## Autour du film
- Les extérieurs du début ont été tournés dans le Wisconsin, c’est un documentaire qui montre comment étaient abattus les conifères, les troncs stockés sur place puis jetés dans la rivière au moment de la fonte des neiges pour les conduire aux scieries.
- Il est rare qu’un film moyen métrage de cette époque (sauf les films à sketches) soit signé dans le générique du début par deux metteurs en scène de haut niveau. Il n'y a pas de  découpage des séquences qui nous indiquerait qui a fait quoi.

## Distinctions
- Oscar du meilleur acteur dans un second rôle pour Walter Brennan